# Danny Sonner
Daniel James „Danny” Sonner (ur. 9 stycznia 1972 w Wigan) – pomocnik m.in.: Wigan Athletic, Erzgebirge Aue, Sheffield Wednesday, Birmingham City i Wrexham. W lipcu 2008 zakończył zawodową karierę. Mimo iż urodził się w Anglii to grał dla reprezentacji Irlandii Północnej, w której wystąpił 13 razy.